# Kloster zum Heiligen Kreuz (Rostock)

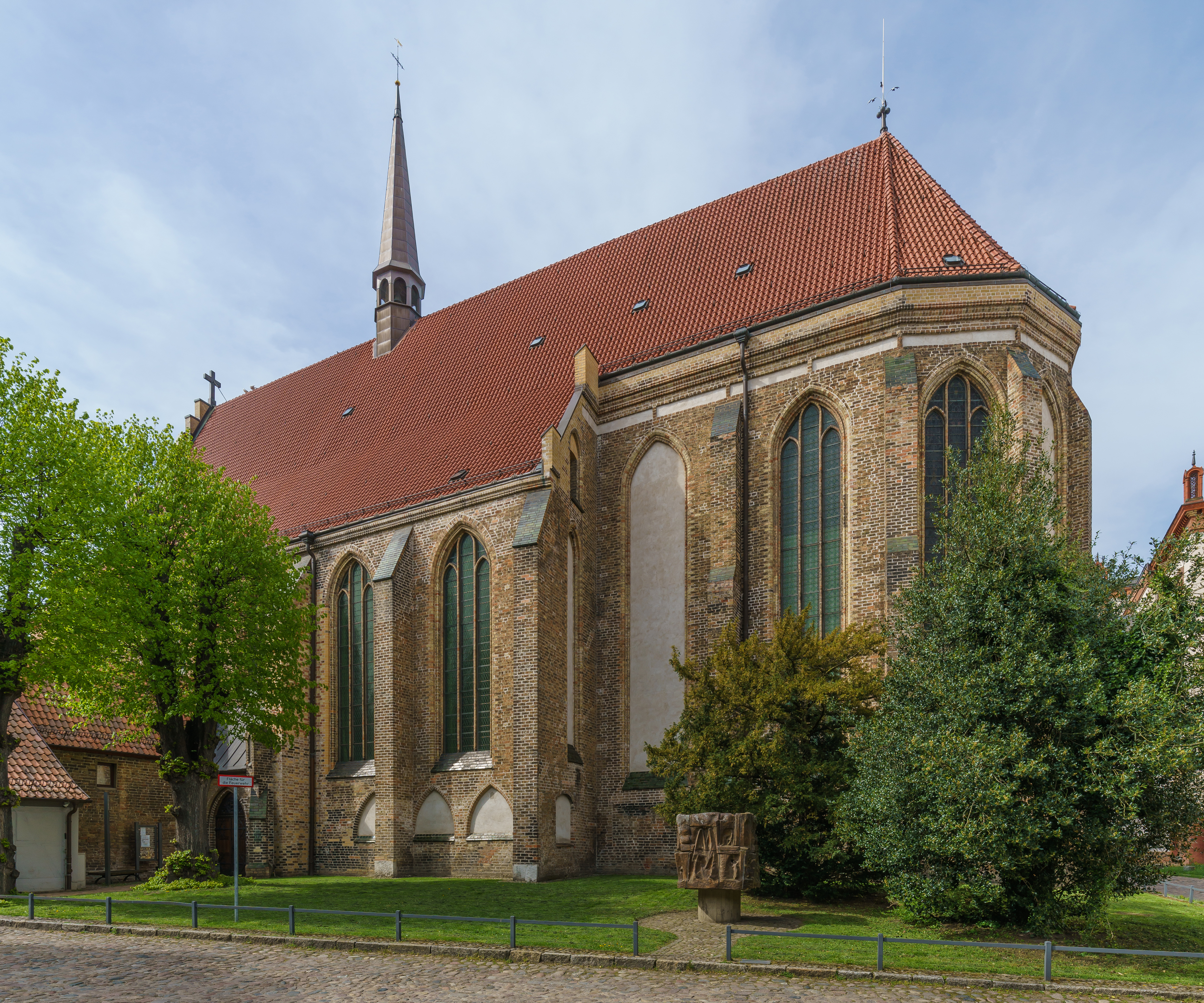
Klosterkirche des Klosters zum Heiligen Kreuz

Das Kloster zum Heiligen Kreuz in Rostock wurde zwischen 1269 und 1272 von Zisterzienserinnen gegründet. Es ist die einzig vollständig erhaltene Klosteranlage in der Stadt. Zu der Anlage gehört die heute als Universitätskirche genutzte Klosterkirche. Zu den Kunstschätzen der Kirche zählen zwei mittelalterliche Flügelaltäre, ein Triumphkreuz sowie das im Chor befindliche Sakramentshaus. In den weiteren Klostergebäuden befindet sich heute das Kulturhistorische Museum der Stadt Rostock.

## Geschichte

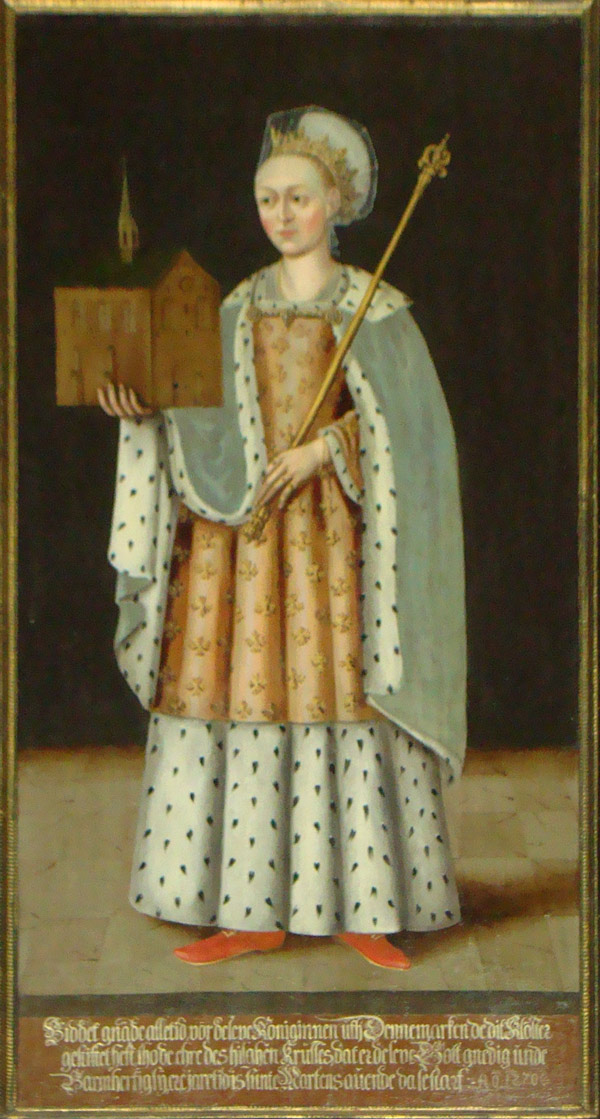
Margarete Sambiria von Dänemark, die angebliche Gründerin des Klosters

Das Kloster soll laut einer gefälschten Stiftungsurkunde 1270 durch die dänische Königin Margarethe gegründet worden sein. Nach einer Legende stiftete sie das Kloster aus Dankbarkeit für eine wundersame Rettung aus Seenot in der Nähe der Hundsburg (Schmarl). Das Kloster zum Heiligen Kreuz ist nach seiner Hauptreliquie, einem Splitter vom Kreuz Jesu Christi, benannt. Dass Königin Margarethe diese von einer Pilgerfahrt aus Rom nach Rostock gebracht haben soll, wie es die Fälschung von 1270 beschreibt, sollte vermutlich die Echtheit der Reliquie beweisen. Verbürgt sind umfangreiche Schenkungen, die Margarethe dem Kloster machte. 1282 starb sie und wurde in der dem Zisterzienserorden gehörenden Klosterkirche in Doberan beigesetzt. Das Kloster kam durch Schenkungen, Stiftungen und Erbschaften in umfangreichen Grundbesitz in Rostock und darüber hinaus in ganz Mecklenburg. Die Nonnen kamen meist aus wohlhabenden Familien Rostocks. Das Kloster hatte starken Zulauf und musste sogar im 14. Jahrhundert Aufnahmebeschränkungen aussprechen. Die Klosterkirche war um 1360 vollendet.
Die Reformation zog erst nach dreißigjähriger „Bedenkzeit“ der Nonnen 1562 in das Kloster ein. Durch den Zweiten Rostocker Erbvertrag zwischen der Stadt Rostock und den Herzögen von Mecklenburg im Jahre 1584 wurde das Kloster in ein Damenstift umgewandelt. Das Leben der Insassinnen hatte sich dadurch aber kaum verändert: die Ordnung glich nach wie vor der katholischen Klosterordnung. Nach dem Dreißigjährigen Krieg gab es nur noch neun Insassinnen. Im 19. Jahrhundert gab es Bestrebungen, den Grundbesitz des Klosters zu Staatsbesitz zu machen. Aber erst die 1920 eingeführte Verfassung des Freistaates Mecklenburg-Schwerin ließ eine entschädigungslose Enteignung und Auflösung des Klosters zu. Am 17. August 1920 wurde das Kloster aufgelöst, den verbliebenen Damen allerdings ein Wohnrecht auf Lebenszeit zuerkannt. Die letzte Stiftsdame starb 1981. 1980 wurde in den Klausurgebäuden das Kulturhistorische Museum eröffnet. Die Klosterkirche wurde von 1997 bis 2002 außen und anschließend innen umfassend renoviert.

## Architektur

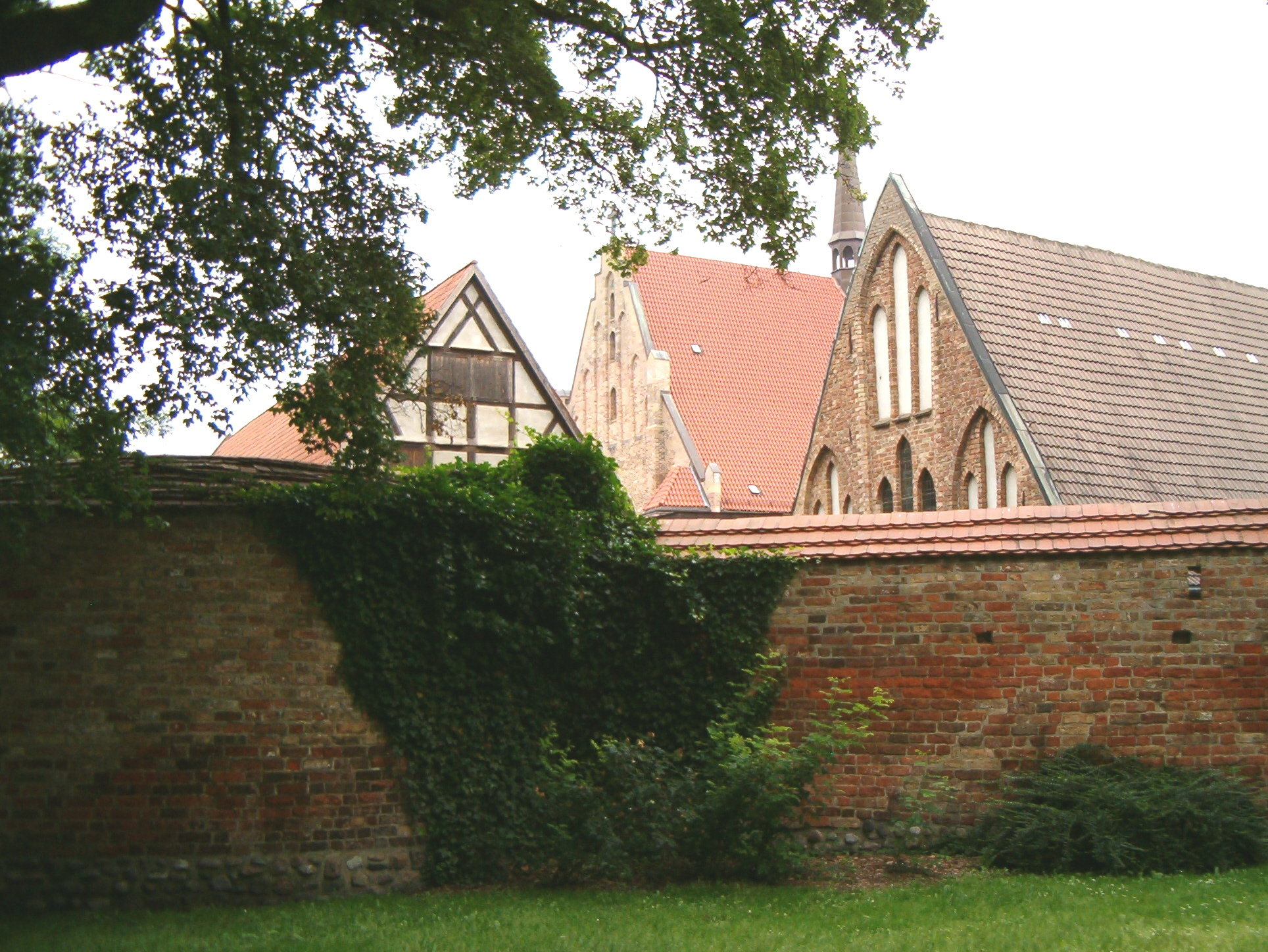
Die Klosteranlage. Im Vordergrund die Stadtmauer.

Die Klosterkirche ist eine turmlose dreischiffige, fünfjochige Stufenhalle mit polygonalem Chor, der dendrochronologisch (d) auf 1311 datiert wurde. Das Langhaus stammt aus der Zeit um 1353 (d) und wird von Kreuzrippengewölben auf schlanken Achteckpfeilern mit profilierten Scheidbögen überspannt. Die Kirche wurde 1898/99 durch Gotthilf Ludwig Möckel umfassend renoviert, erhielt dadurch im Wesentlichen ihre heutige neogotische Innengestaltung und dient seitdem als Universitätskirche. Zahlreiche Wand- und Gewölbemalereien vom Anfang des 15. Jahrhunderts wurden während der Restaurierung 1898/99 überarbeitet und im Jahr 2004 erneut restauriert.
Um den Innenhof, der ehemals der Friedhof des Klosters war, führt ein Kreuzgang. Das Claustrum ist ein zweigeschossiger, gotischer Bau aus dem 14. Jahrhundert. Im Südflügel, der auf 1327 (d) datiert wurde, befindet sich im Erdgeschoss das zweischiffige kreuzgewölbte Refektorium mit fünf Kalksteinsäulen. Im Nordwestflügel sind noch zwei Nonnenzellen aus Bohlenwänden, davon eine mit ursprünglicher Ausmalung erhalten (vermutlich Mitte 16. Jahrhundert). Die übrigen Gebäude entstanden bis auf das Dominahaus (19. Jahrhundert) im 15. Jahrhundert. Die ursprüngliche Ausstattung des Klosters ist nicht mehr vorhanden. Die den Außenhof säumenden Professorenhäuser entstanden im 18. Jahrhundert.

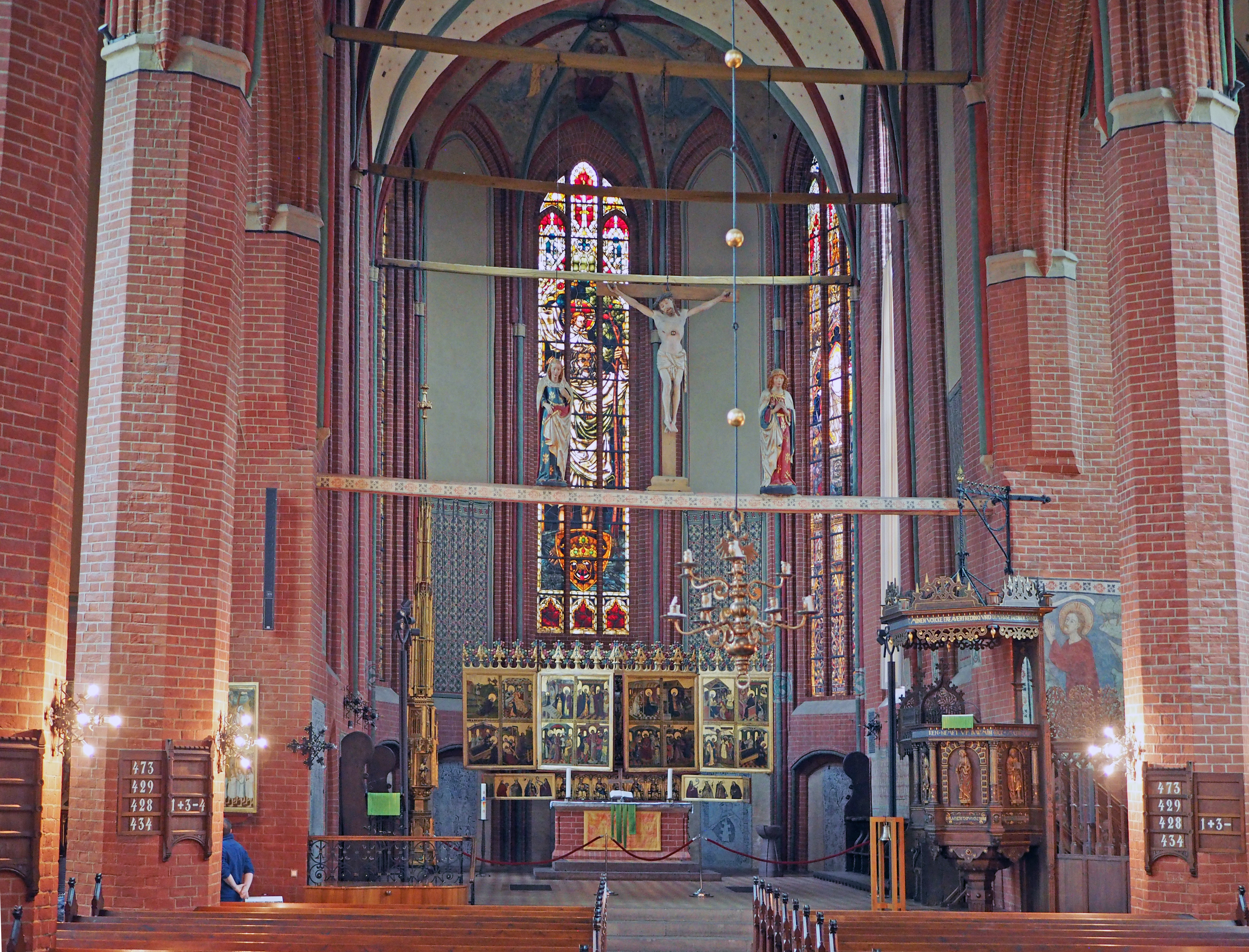
Langhaus mit Altar und Kanzel

## Ausstattung der Klosterkirche
Die Ausstattung ist nach derjenigen des Doberaner Münsters die vollständigste einer mittelalterlichen Klosterkirche in Mecklenburg.

### Hauptaltar

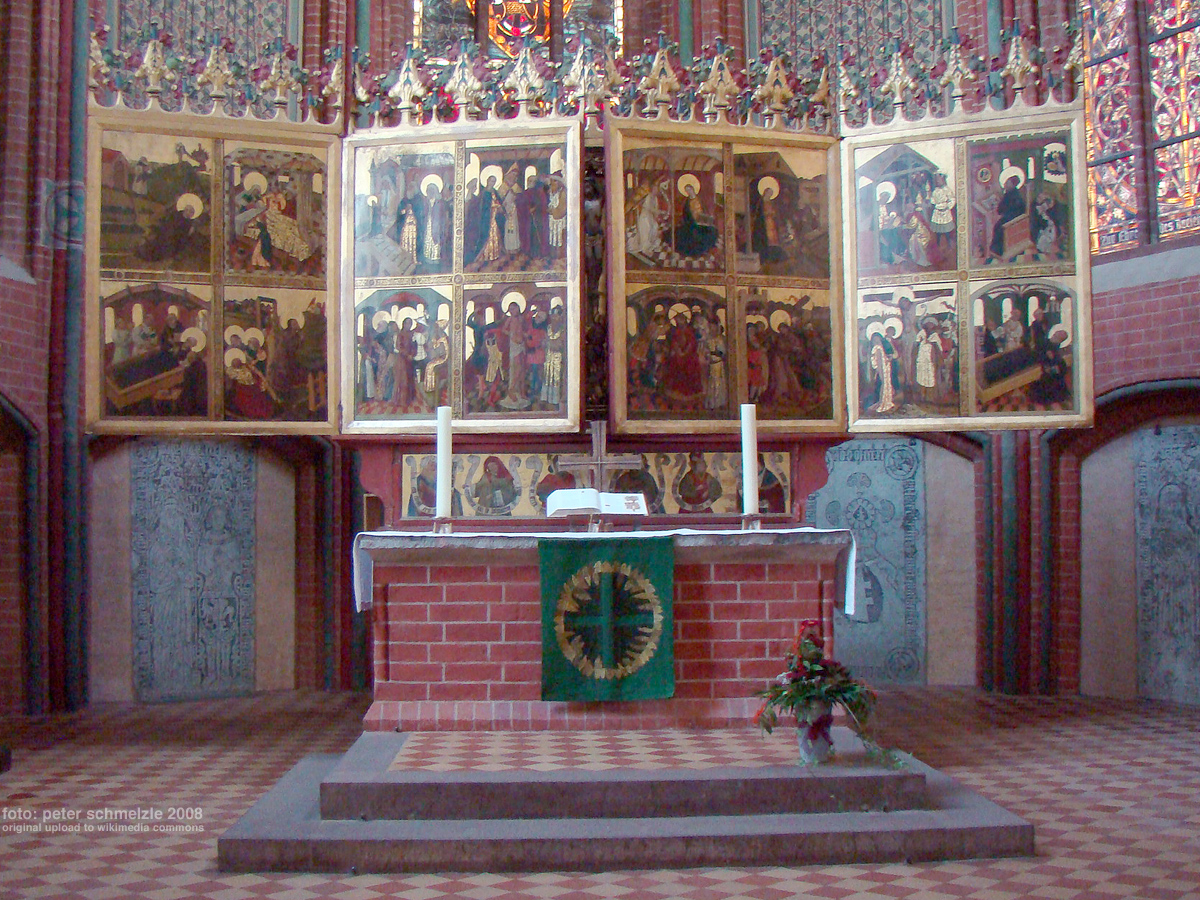
Hauptaltar

Der Flügelaltar im Chor stammt aus der ersten Hälfte des 15. Jahrhunderts und kann mehrfach aufgeklappt werden. Die Altarflügel des Hauptaltars zeigen in 16 Tafelbildern auf den jeweils zwei Randfeldern Szenen aus dem Leben des heiligen Benedikt, dazwischen in der oberen Reihe sechs Szenen aus dem Marienleben, unten sechs Passionsszenen.
Auf der Außenseite der Flügel finden sich ikonographisch interessante Darstellungen, links die Verlobung der heiligen Katharina, umgeben von Allegorien der Jungfräulichkeit und rechts die Allegorie der Sakramentsmühle. Der Mittelschrein enthält eine figurenreiche Kreuzigungsszene sowie geschnitzte Heiligenfiguren in Schnitzarbeit. Sie sind dem Weichen Stil zuzuordnen.
Die Predella ist ebenfalls durch Flügel verschließbar, auf denen innen die klugen und törichten Jungfrauen und außen verschiedene Propheten dargestellt sind. Im Schrein der Predella sind Sitzfiguren der Anna selbdritt sowie sechs weiterer weiblicher Heiliger dargestellt.

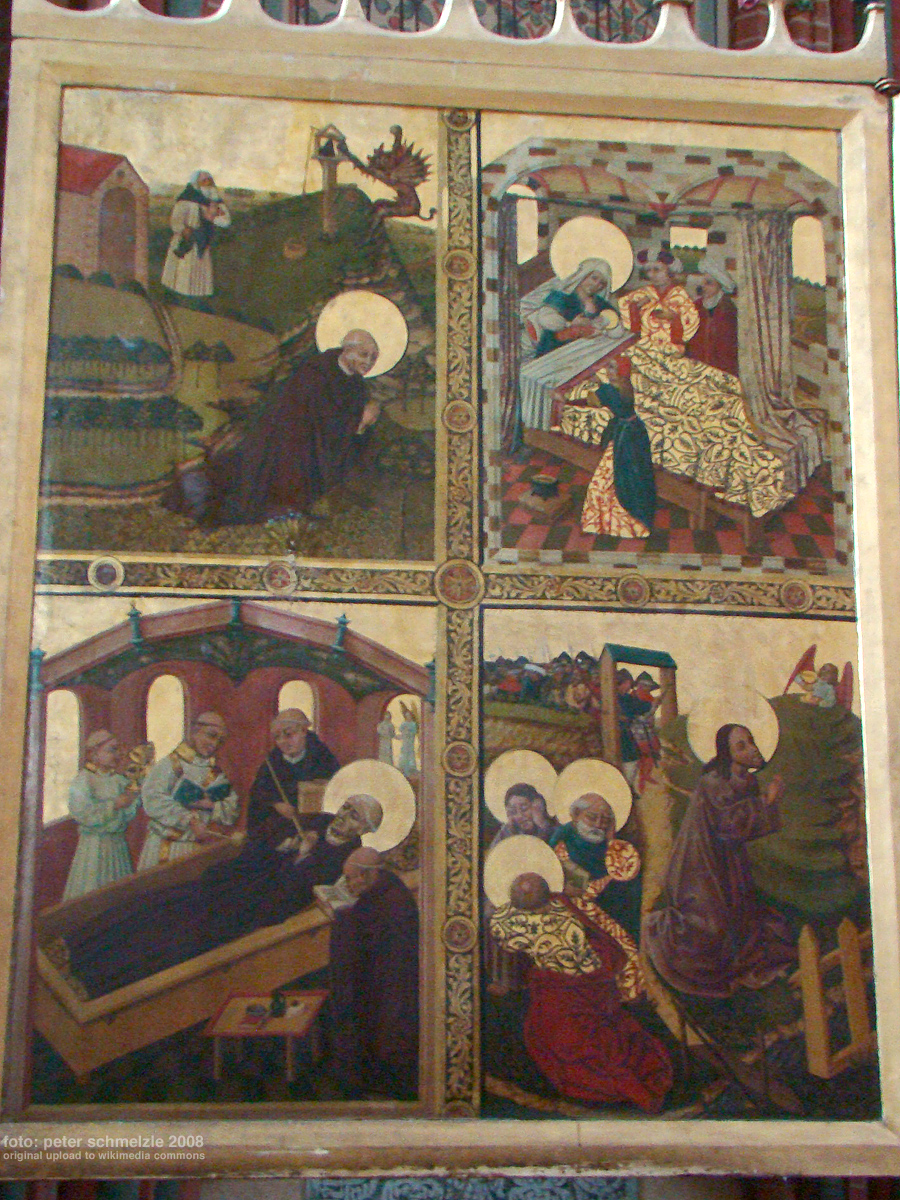
Flügel des Hauptaltars
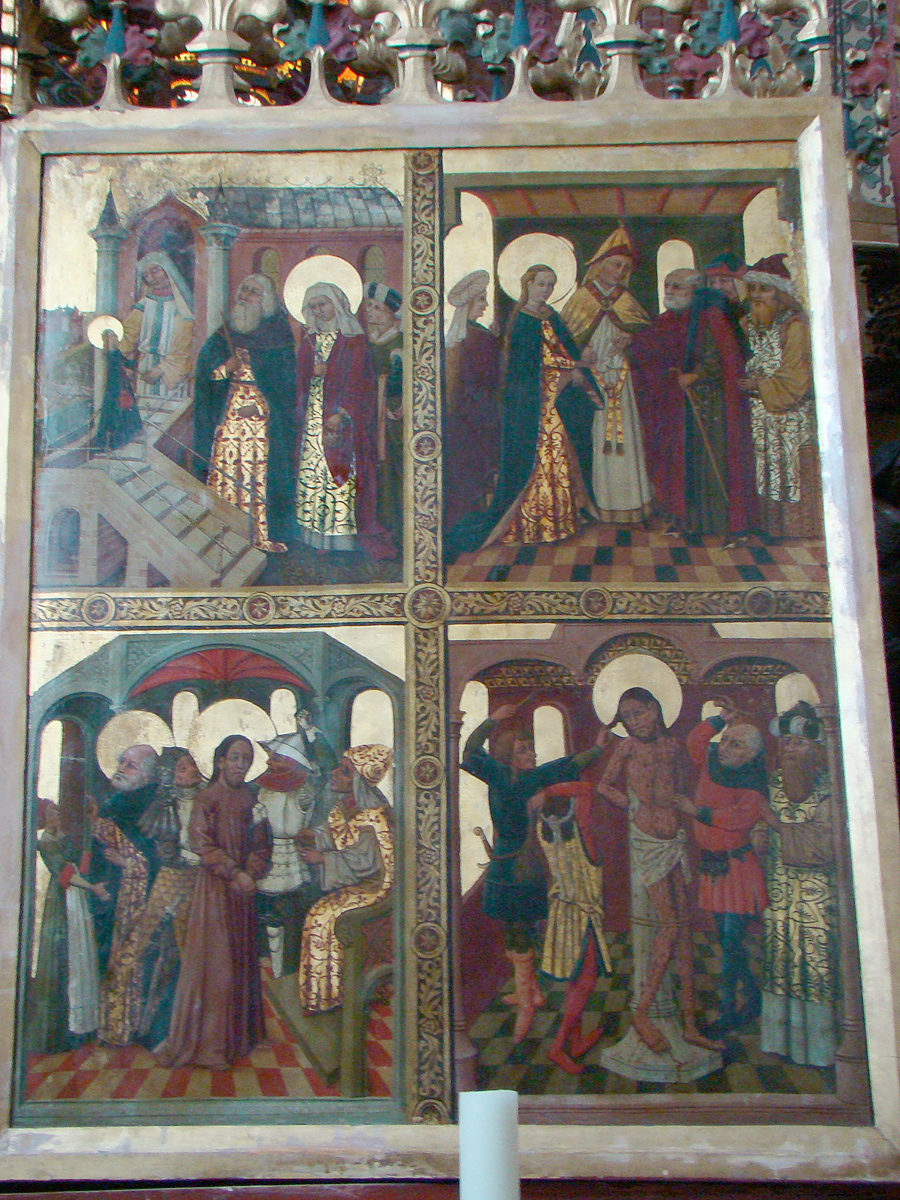
Flügel des Hauptaltars
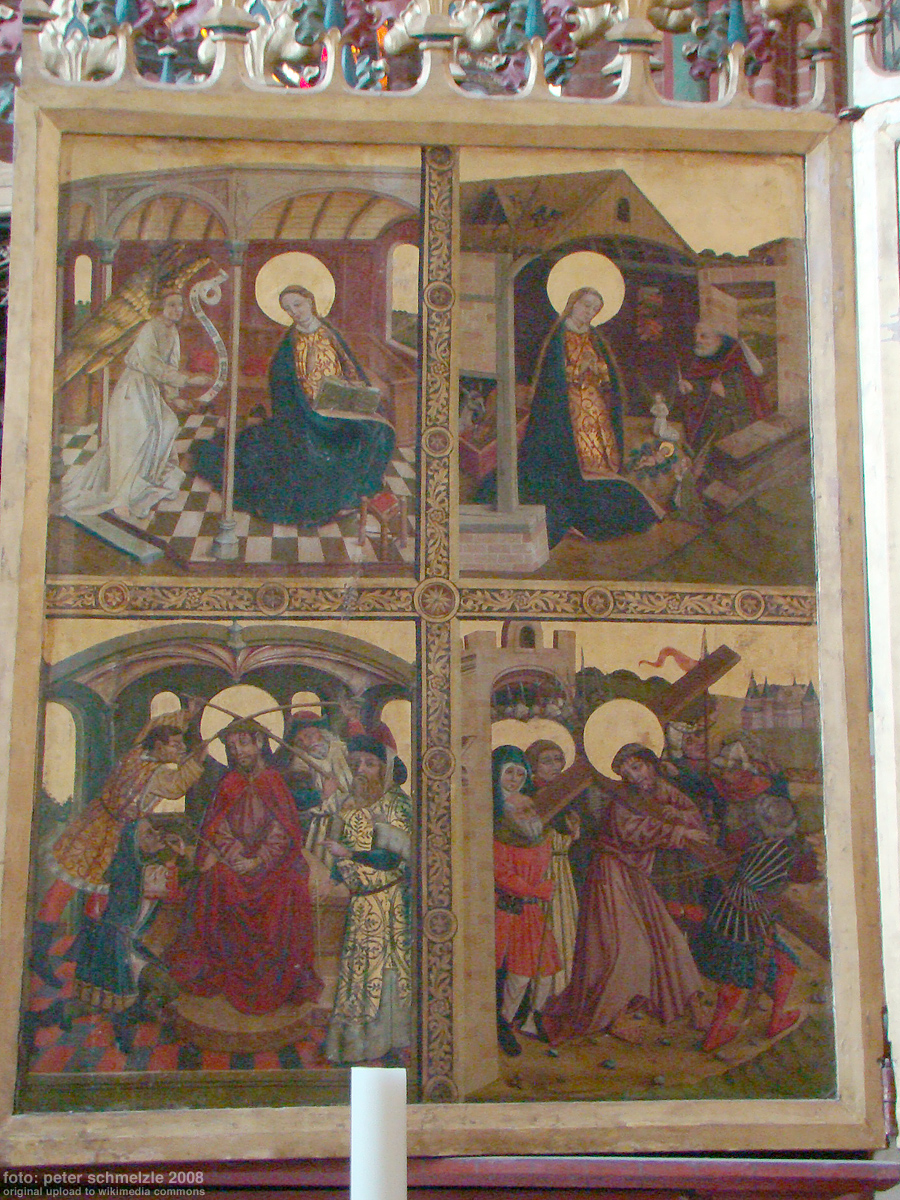
Flügel des Hauptaltars
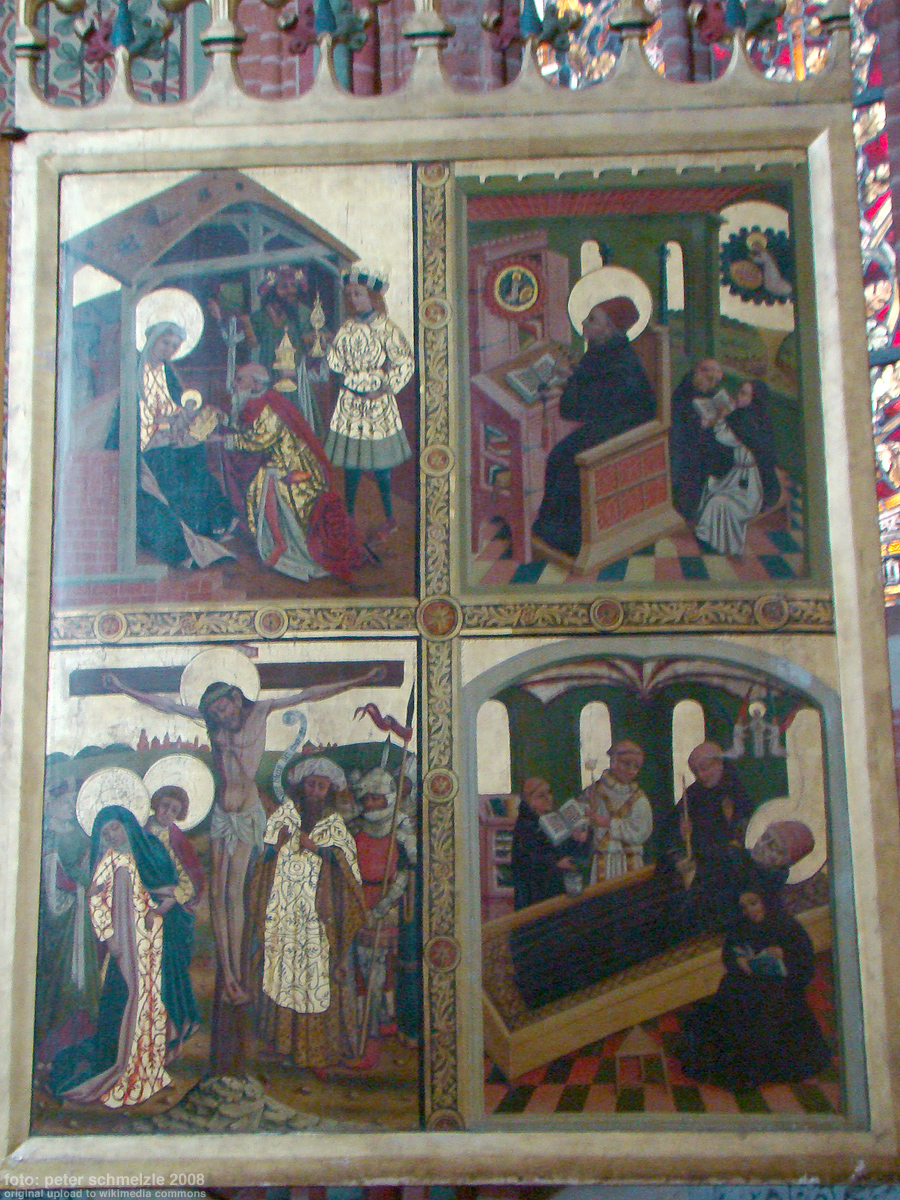
Flügel des Hauptaltars

### Nonnenaltar

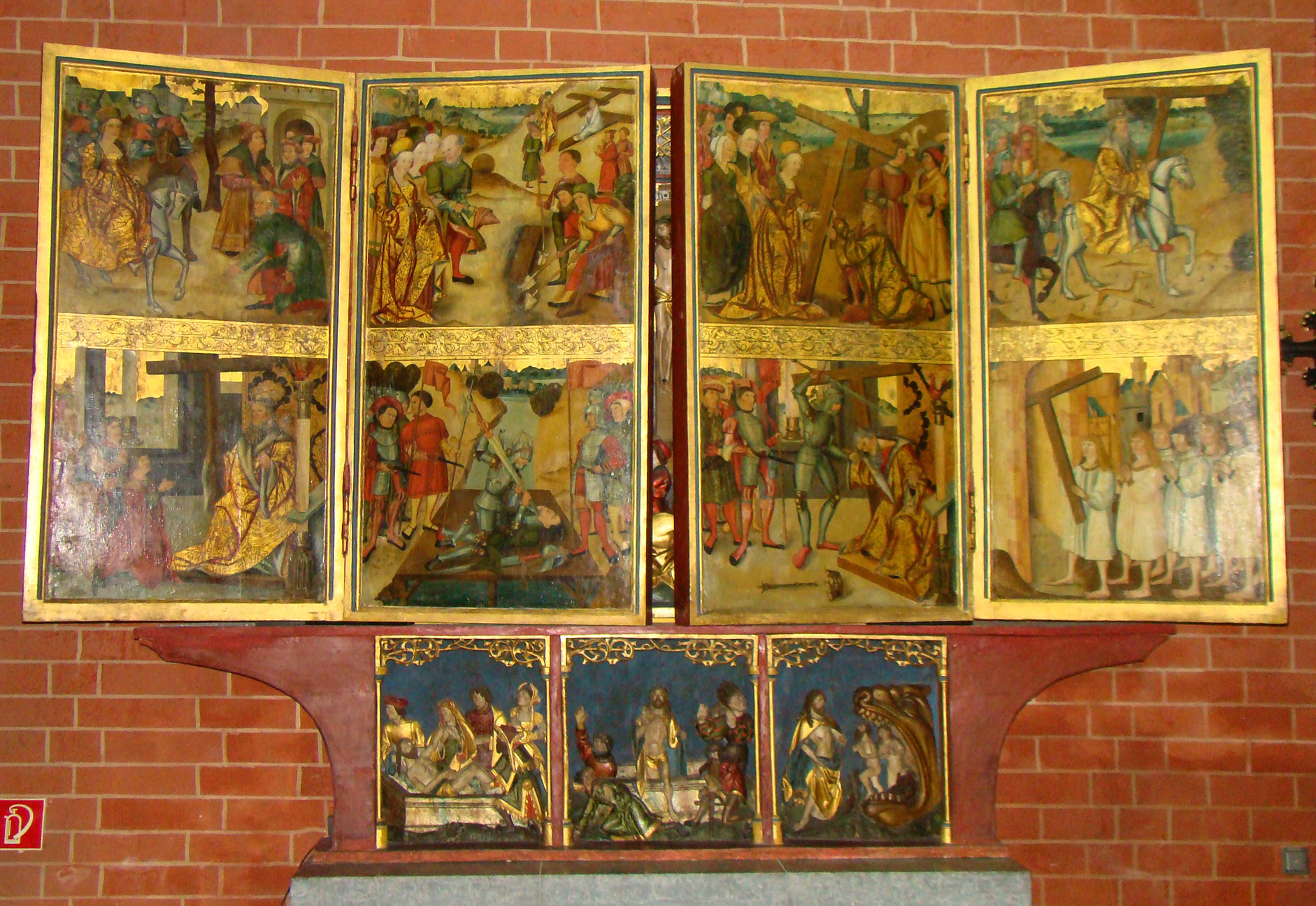
Nonnenaltar

Der so genannte Nonnenaltar (Kreuzaltar) aus dem ersten Viertel des 16. Jahrhunderts steht heute an der Ostwand des Nordseitenschiffes, er hat seine Bezeichnung von seinem einstigen Standort auf der 1866 abgerissenen Nonnenempore der Kirche. Er kann mehrfach aufgeklappt werden und zeigt auf seinen Flügeln Darstellungen aus der Legende um die Kreuzauffindung durch Kaiserin Helena. Besonders schmuckvoll ist auch die Predella, die in drei plastischen Szenen die Grablegung Jesu, die Auferstehung und der Abstieg Christi in die Unterwelt darstellt. Malerei und Schnitzwerk zeigen niederländischen Einfluss.

### Sonstige Ausstattung

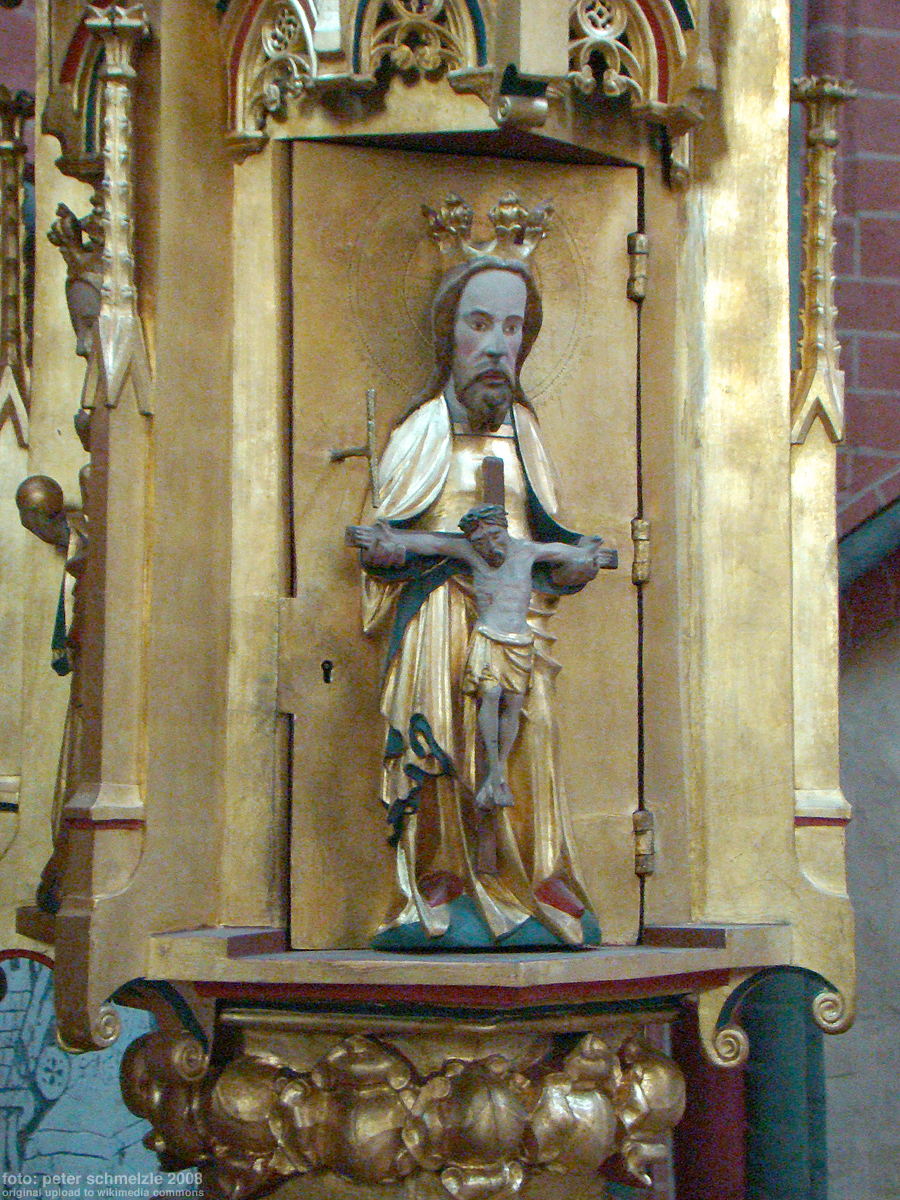
"Gnadenstuhl" vom Sakramentshaus, um 1380

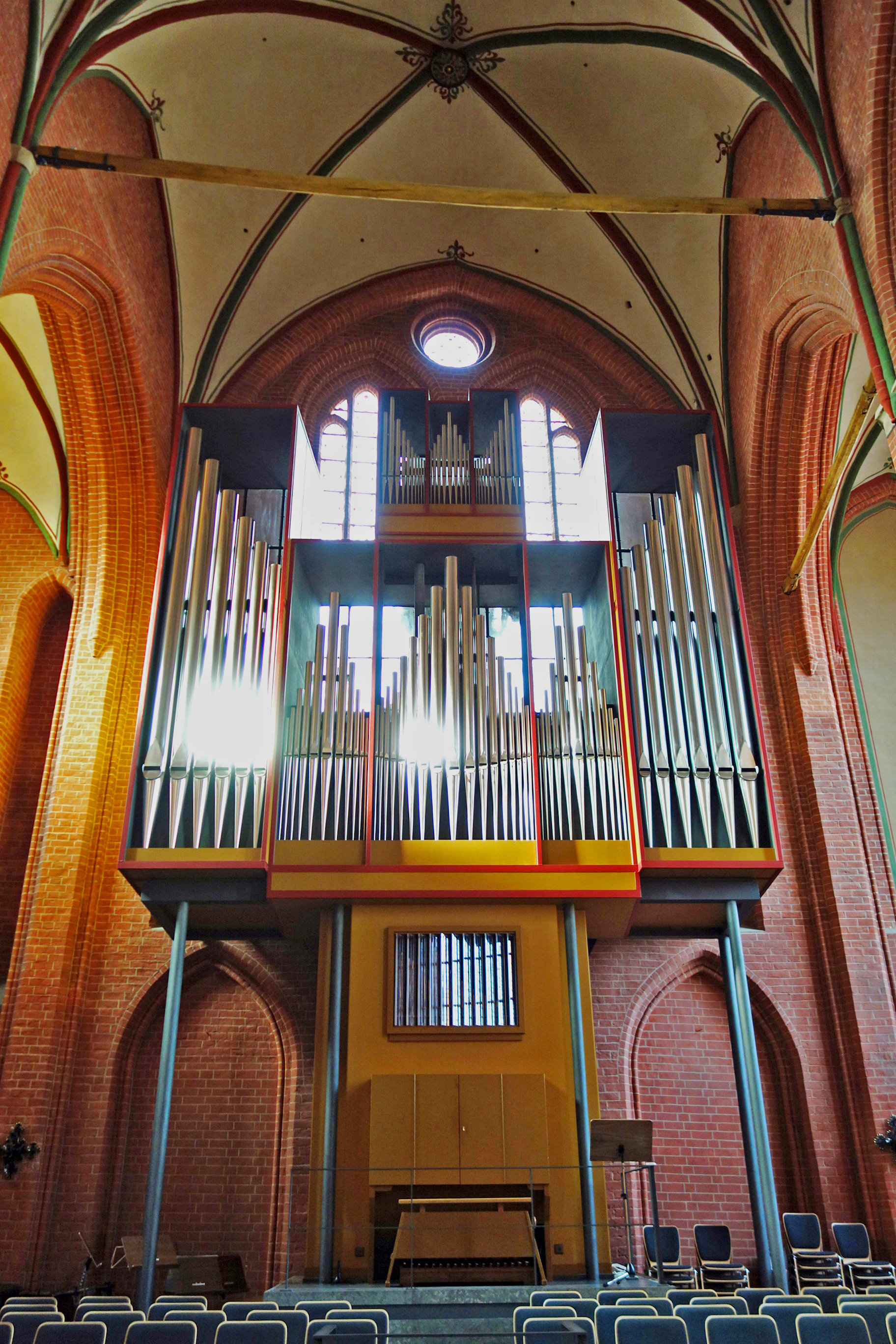
Der Orgelprospekt

Zu den nennenswerten Kunstschätzen der Kirche zählt auch das schmuckvolle Sakramentshaus aus der Zeit um 1380 nördlich des Hauptaltars. Über einem Sockel mit dem eigentlichen Sakramentsschrank erhebt sich ein vielfach gegliederter, sich nach oben verjüngender Turm mit mehreren Geschossen und sehr steilen Proportionen, der in einen spitzen Turmhelm ausläuft. Von den Figuren sind Darstellungen des Gnadenstuhls, einer Madonna, Johannes des Täufers und Thomas erhalten. Es wurde nach 2005 restauriert, wobei die mittelalterliche Stützkonstruktion wiederhergestellt wurde. Figurenstil und Aufbau entsprechen dem etwas älteren Sakramentshaus in Doberan.
An ursprünglicher Stelle, dem originalen Balken zwischen Chor und Langhaus steht eine spätgotische Triumphkreuzgruppe. Die Kreuzreliquie in einer Bergkristallkapsel an der Brust des Gekreuzigten gab der Kirche um 1270 ihren Namen.
Neben dieser Hauptreliquie befindet sich in einem dreitürmigen, leuchterförmigen Reliquiar (um 1400) in einer Bergkristallkugel als zweite Hauptreliquie des Klosters ein Dorn der Dornenkrone Christi. Es wird vermutet, dass er aus dem Schweriner Dom stammt. Der Dorn wurde von König Ludwig des Heiligen von Frankreich zwei Jahre vor dem Tode des Bischofs Rudolf I. 1260 in Paris dem Schweriner Dom übergeben.
An der Kanzel von 1616 wurden spätgotische Schnitzfiguren von Christus und vier Aposteln wiederverwendet. Weiterhin sind noch Teile des mittelalterlichen Chorgestühls vom Anfang des 15. Jahrhunderts erhalten (Wangen aus dem 19. Jahrhundert). Weitere schön geschnitzte Teile eines Chorgestühls vom Anfang des 16. Jahrhunderts wurden beim Einbau eines als Sakristei genutzten Verschlags wiederverwendet.
In der Kirche befinden sich außerdem 49 historische Grabplatten, darunter ungewöhnlich viele für Nonnen, sowie einzelne Gemälde: die Darstellung der Klosterstifterin Margarete, ein segnender Christus (18. Jahrhundert), eine Darstellung der Taufe Christi (1. Hälfte 19. Jhdt.), und eine Darstellung des Schweißtuchs der Veronika.
Eine kleine Bronzeglocke aus dem Jahr 1463 wurde von Rickert de Monkehagen gegossen und ist auf den Ton g2+1 gestimmt.

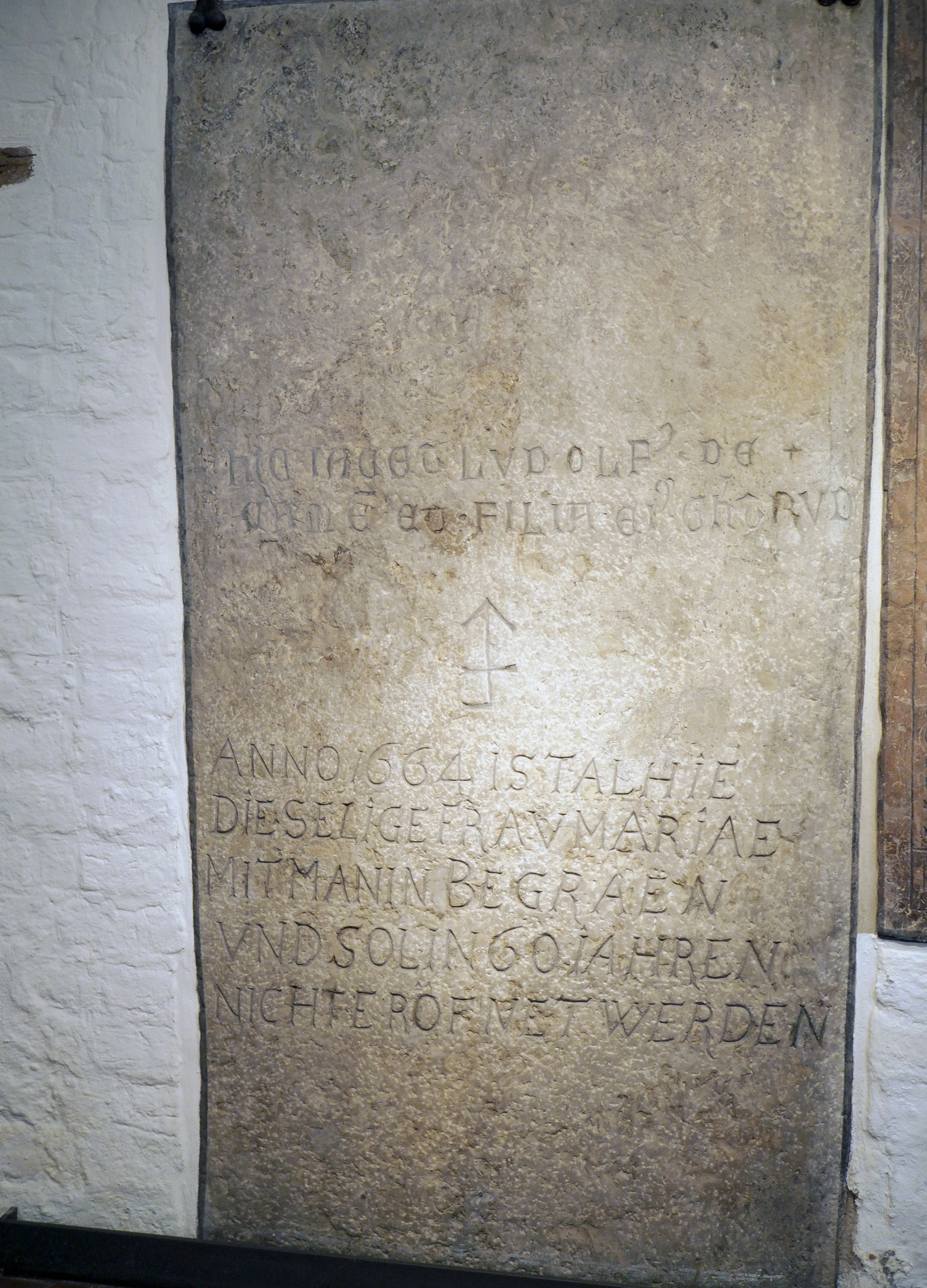
Grabplatte Ludolf von Kamen und Tochter (1323), wiederverwendet für Maria Mittman (1664). Eine der ältesten aus der Klosterkirche Getrudis
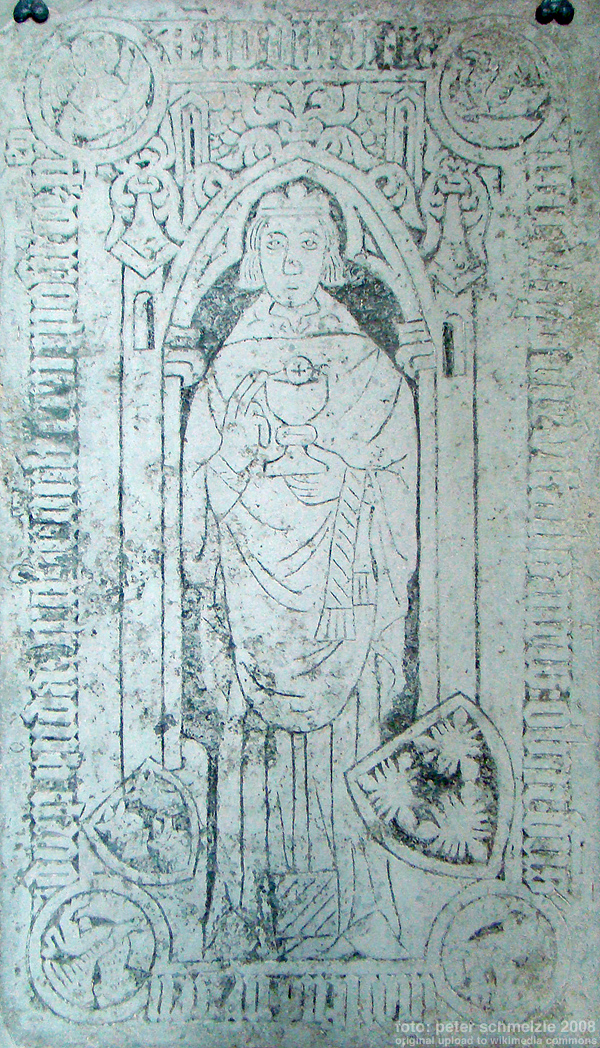
Grabplatte
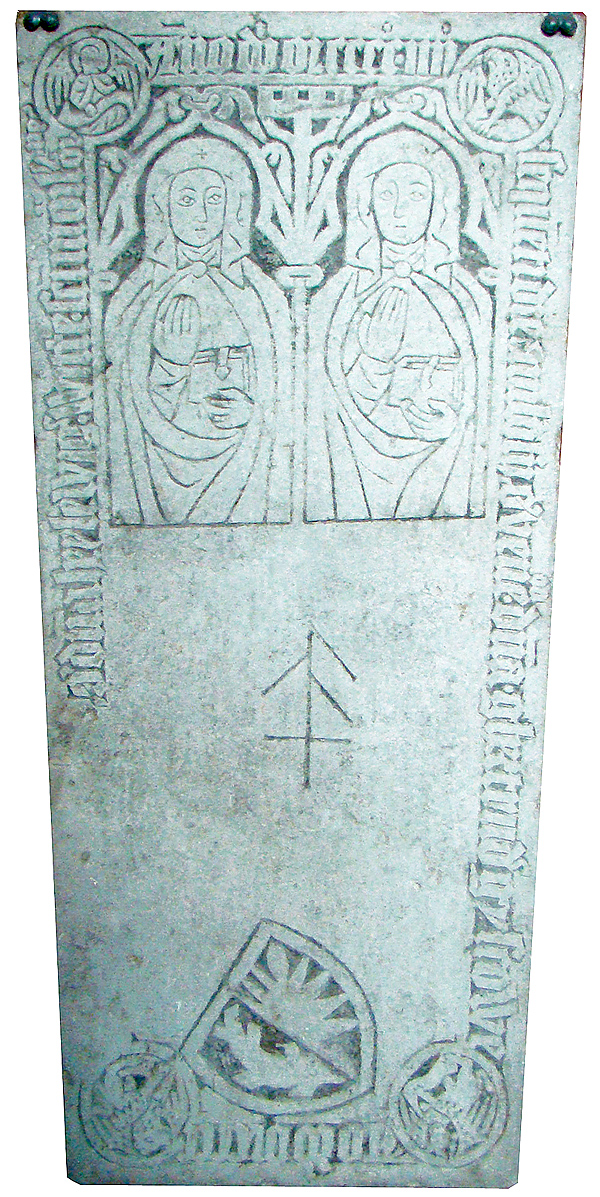
Grabplatte

### Orgel
Die heutige Orgel der Klosterkirche wurde 1964 von der Orgelbaufirma Alexander Schuke (Potsdam) erbaut. Das mechanische Instrument hat 33 Register auf drei Manualen und Pedal.
| I Hauptwerk C– |             |       |
| 1.             | Quintadena  | 16′   |
| 2.             | Prinzipal   | 8′    |
| 3.             | Gambe       | 8′    |
| 4.             | Rohrflöte   | 8′    |
| 5.             | Oktave      | 4′    |
| 6.             | Spitzflöte  | 4′    |
| 7.             | Nasard      | 2 ⁄3′ |
| 8.             | Oktave      | 2′    |
| 9.             | Mixtur V-VI |       |
| 10.            | Trompete    | 8′    |

| II Oberwerk C– |                 |       |
| 11.            | Gedackt         | 8′    |
| 12.            | Prinzipal       | 4′    |
| 13.            | Blockflöte      | 4′    |
| 14.            | Waldflöte       | 2′    |
| 15.            | Sesquialtera II | 2 ⁄3′ |
| 16.            | Quinte          | 1 ⁄3′ |
| 17.            | Scharff V       |       |
| 18.            | Schalmei        | 8′    |
|                | Tremulant       |       |

| III Brustwerk C– |             |    |
| 19.              | Holzgedakt  | 8′ |
| 20.              | Spillpfeife | 4′ |
| 21.              | Prinzipal   | 2′ |
| 22.              | Sifflöte    | 1′ |
| 23.              | Cymbel III  |    |
| 24.              | Krummhorn   | 8′ |
|                  | Tremulant   |    |

| Pedal C– |              |     |
| 25.      | Prinzipal    | 16′ |
| 26.      | Subbaß       | 16′ |
| 27.      | Oktave       | 8′  |
| 28.      | Baßflöte     | 8′  |
| 29.      | Pommer       | 4′  |
| 30.      | Mixtur V     |     |
| 31.      | Posaune      | 16′ |
| 32.      | Trompete     | 8′  |
| 33.      | Feldtrompete | 4′  |

- Koppeln: II/I, III/I, I/P, II/P